# Jebunnesa Afroz
Jebunnesa Afroz est une femme politique de la Ligue Awami du Bangladesh et membre du Parlement à la 10e session du parlement. Elle a été élue de Barisal-5.

## Biographie
Afroz était mariée à Shawkat Hossain Hiron (en), homme politique de la Ligue Awami du Bangladesh et membre du Parlement de la circonscription de Barisal-5 du district de Barisal. Il est décédé d'une hémorragie cérébrale le 9 avril 2014 et a laissé le siège de Barisal-5 vacant. Une élection partielle a été déclarée pour la circonscription pour laquelle Afroz a annoncé sa candidature. Elle a remporté la nomination de la Ligue Awami du Bangladesh et a ensuite remporté l'élection le 15 juin 2014. Elle a remporté une victoire écrasante, recevant environ 183 000 voix, contre 6 000 pour son adversaire. Elle a prêté serment le 22 juin 2014 devant Shirin Sharmin Chaudhury, la présidente du Parlement, dans le bureau des présidents.
Le 8 juillet 2014, la Haute Cour du Bangladesh a mis en doute la légitimité des qualifications pour être candidat. Son adversaire à l'élection, Saiful Islam Liton, du Front nationaliste du Bangladesh (en), a déposé une plainte contre elle le 8 juin 2017. Liton avait accusé Afroz d'avoir fait pression sur le candidat indépendant, Syed Moazzem Hossain, pour qu'il se retire de l'élection, en utilisant des informations obtenues illégalement du directeur du scrutin de la Commission électorale du Bangladesh. 
Enayet Hossain Chowdhury, secrétaire de la Fair Election Monitoring Alliance et ancien secrétaire de Barisal Nagorik Parishad a déclaré que seuls 5 à 10 % des électeurs avaient voté. « Les votes ont été truqués car les agents du candidat BNF Saiful étaient absents des bureaux de vote et personne n'était donc là pour contester les faux votes », a-t-il dit.
L'organisation indépendante de surveillance des élections, Election Working Group, a également accusé le scrutin d'avoir de grandes irrégularités sans nommer de personne impliquée.